# Plimpton 322

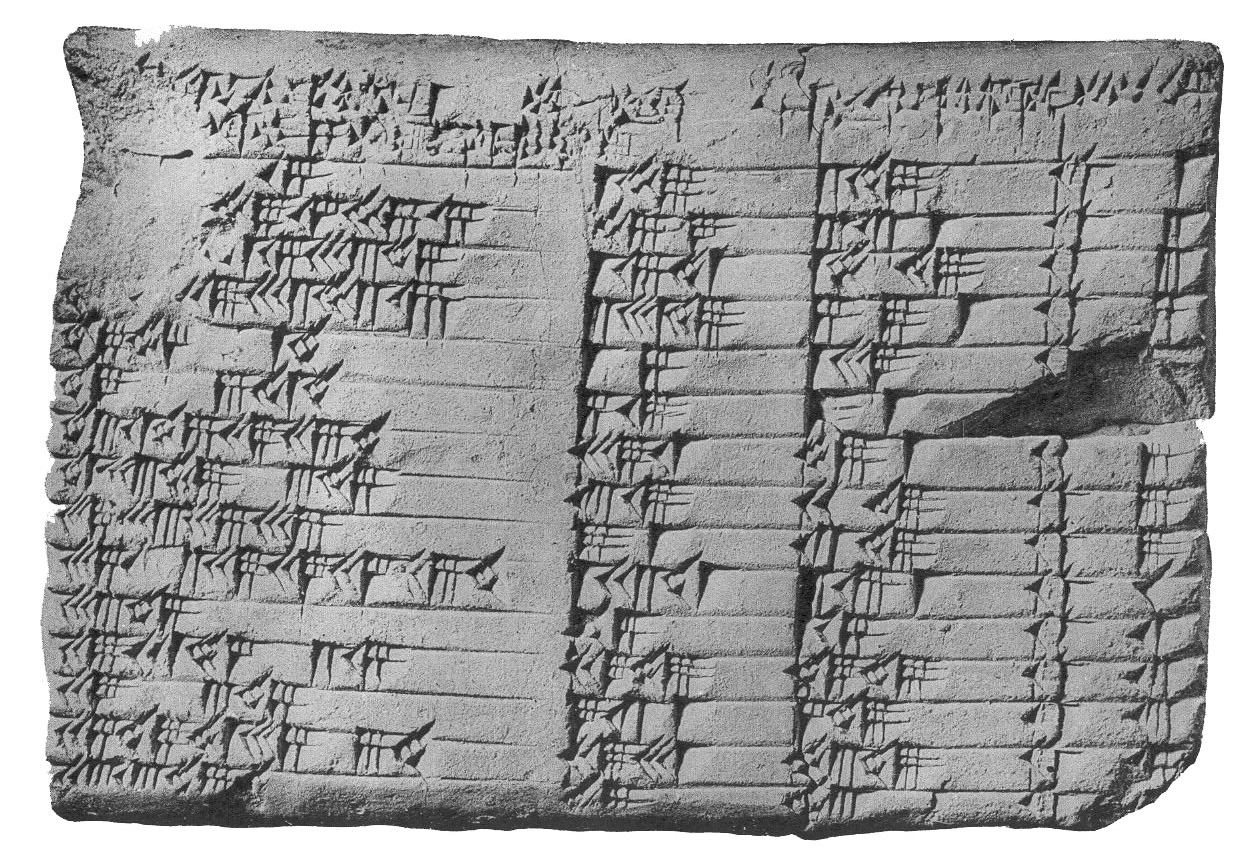
La tableta Plimpton 322

Plimpton 322 es una tablilla de barro de Babilonia, que destaca por contener un ejemplo de las matemáticas babilónicas. Tiene el número 322 en la colección GA Plimpton en la Universidad de Columbia.  Esta tableta, se cree que fue escrita cerca de 1800 a. C., tiene una tabla de cuatro columnas y 15 filas de números en escritura cuneiforme de la época.
Esta tabla muestra lo que ahora se llaman ternas pitagóricas, es decir, números enteros a, b, c que satisfacen {\displaystyle \scriptstyle a^{2}+b^{2}=c^{2}}. Las tripletas son demasiadas como para haber sido construidas por fuerza bruta (es decir, hechas a mano probando valores). Desde una perspectiva moderna, un método para construir tales tripletas es un primer logro significativo, conocido luego por los griegos . Al mismo tiempo, hay que recordar que el autor de la tableta era un escriba, más que un matemático profesional, se ha sugerido que uno de sus objetivos puede haber sido producir ejemplos para problemas escolares.
Aunque la tableta se interpretó en el pasado como una tabla trigonométrica, más recientemente se han publicado trabajos que ven esto como un anacronismo, y le dan una función diferente. Sin embargo, la creencia actual, inspirada en un trabajo de los investigadores australianos Daniel Mansfield y Norman Wildberger publicado en Historia Mathematica, revista oficial de la Comisión Internacional de Historia de las Matemáticas (ICHM), es que en efecto se trata de una tabla trigonométrica más de mil años anterior a la que elaboró el astrónomo griego Hiparco de Nicea (190 a. C.-120 a. C.), considerado el padre de la trigonometría gracias a su Tabla de cuerdas, considerada habitualmente como la tabla trigonométrica más antigua del mundo.

## Origen y datación
La tablilla Plimpton 322 está parcialmente rota; es de aproximadamente 13 cm de ancho, 9 cm de altura y 2 cm de espesor. El editor neoyorquino George Arthur Plimpton compró la tablilla a un distribuidor arqueológico, Edgar James Banks, alrededor de 1922, y legó el resto de su colección a la Universidad de Columbia a mediados de 1930. Según los E. Banks, la tableta vino de Senkereh, un sitio en el sur de Irak, que corresponde a la antigua ciudad de Larsa.
Se cree que la tableta que fue escrita alrededor de 1800 a. C., basado en parte en el estilo de escritura a mano utilizado para su escritura cuneiforme: Robson (2002) escribe que esta escritura a mano "es típica de los documentos del sur de Irak de hace 4000 a 3500 años." Más específicamente, con base en similitudes con otras tabletas de Larsa que tienen fechas explícitas escritas en ellas, Plimpton 322 se puede datar en el período de 1822-1784 antes de Cristo. Robson señala que Plimpton 322 fue escrita en el mismo formato que otros documentos administrativos de la época, en lugar de un escrito de matemáticas.

## Contenido
El contenido principal de Plimpton 322 es una tabla de números, con cuatro columnas y quince filas, en notación sexagesimal babilónica. La cuarta columna es sólo un número de fila, ordenada del 1 al 15. Las segunda y tercera columnas son completamente visible en la tableta sobreviviente. Sin embargo, el borde de la primera columna se ha roto, y existen dos extrapolaciones consistentes que dan los dígitos faltantes que podrían haber sido; estas interpretaciones difieren solo en si cada número comienza con un dígito adicional igual a 1 o no. Con las diferentes extrapolaciones mostradas en paréntesis, estos números son:
| (1:)59:00:15             | 1:59    | 2:49    | 1  |
| (1:)56:56:58:14:50:06:15 | 56:07   | 1:20:25 | 2  |
| (1:)55:07:41:15:33:45    | 1:16:41 | 1:50:49 | 3  |
| (1:)53:10:29:32:52:16    | 3:31:49 | 5:09:01 | 4  |
| (1:)48:54:01:40          | 1:05    | 1:37    | 5  |
| (1:)47:06:41:40          | 5:19    | 8:01    | 6  |
| (1:)43:11:56:28:26:40    | 38:11   | 59:01   | 7  |
| (1:)41:33:45:14:03:45    | 13:19   | 20:49   | 8  |
| (1:)38:33:36:36          | 8:01    | 12:49   | 9  |
| (1:)35:10:02:28:27:24:26 | 1:22:41 | 2:16:01 | 10 |
| (1:)33:45                | 45      | 1:15    | 11 |
| (1:)29:21:54:02:15       | 27:59   | 48:49   | 12 |
| (1:)27:00:03:45          | 2:41    | 4:49    | 13 |
| (1:)25:48:51:35:06:40    | 29:31   | 53:49   | 14 |
| (1:)23:13:46:40          | 56      | 1:46    | 15 |

Es posible que las columnas adicionales estuvieran presentes en la parte rota de la tableta a la izquierda de estas columnas. La conversión de estos números de sexagesimal a decimal plantea ambigüedades adicionales, debido a que la notación sexagesimal babilónica no especifica el orden de magnitud del dígito inicial de cada número.

## Interpretación
En cada fila, el número en la segunda columna puede ser interpretado como el lado más corto {\displaystyle \scriptstyle s} de un triángulo rectángulo, y el número en la tercera columna puede ser interpretado como la hipotenusa {\displaystyle \scriptstyle d} del triángulo. El número en la primera columna puede ser la fracción {\displaystyle \scriptstyle {\tfrac {s^{2}}{l^{2}}}} o {\displaystyle \scriptstyle {\tfrac {d^{2}}{l^{2}}}}, como {\displaystyle \scriptstyle l} denota el lado más largo del mismo triángulo rectángulo. Los académicos aún difieren, sin embargo, en cómo fueron generados estos números.
Otto E. Neugebauer (1957) aboga por una interpretación de teoría de números, señalando que esta tableta provee una lista de (pares de números que conforman) ternas pitagóricas. Por ejemplo, la línea 11 de la tabla se puede interpretar como la descripción de un triángulo con el lado corto de 3/4 y la hipotenusa 5/4, que forma el lado: relación hipotenusa de la familiar (3,4,5) del triángulo rectángulo. Si p y q son dos números primos, entonces {\displaystyle \scriptstyle (p^{2}-q^{2},\,2pq,\,p^{2}+q^{2})} forma una terna pitagórica, y todas las ternas pitagóricas se pueden formar de esta manera o como múltiplos de una terna formada de esta manera. Por ejemplo, la línea 11 puede ser generada por esta fórmula con p = 1 y q = 1/2. Como sostiene Neugebauer, cada línea de la tabla puede ser generada por un par (p, q) que son a la vez números regulares, divisores enteros de una potencia de 60. Esta propiedad de p y q de ser conductores regulares a un denominador que es regular, y por lo tanto a una representación sexagesimal finita para la fracción de la primera columna. La explicación de Neugebauer es la seguida por ejemplo por Conway & Guy (1996). Sin embargo, como Eleanor Robson (2002) señala, la teoría de Neugebauer no explica cómo se eligieron los valores de p y q: hay 92 pares de números primos entre sí regulares hasta el 60, y solo 15 entradas en la tabla. Además, no explica por qué las entradas de la tabla están en el orden en que aparecen, ni lo que los números de la primera columna representan.
Buck (1980) discutió una posible explicación trigonométrica: los valores de la primera columna se pueden interpretar como el cuadrado del coseno o tangente (según el dígito faltante) del ángulo opuesto al lado corto del triángulo rectángulo descrito por cada fila, y las filas se ordenan por estos ángulos en incrementos de aproximadamente un grado. Sin embargo, Robson sostiene por motivos lingüísticos que esta teoría es "conceptualmente anacrónica": depende de muchas otras ideas que no están presentes en el registro de la matemática babilónica de aquella época.
Sin embargo, en 2017, los matemáticos australianos Daniel Mansfield y Norman Wilderberg han corregido dicha interpretación: dicha tabla describe las formas del triángulo rectángulo usando una novedosa forma de trigonometría que se funda en la razón entre los números (que expresan las longitudes de los lados), denotando tal labor una gran genialidad.